# Straumann (Unternehmen)

Hauptsitz Straumann Basel

Die Straumann Holding AG ist ein international tätiges Schweizer Unternehmen im Bereich des implantatgestützten und restaurativen Zahnersatzes, der oralen Geweberegeneration und der Kieferorthopädie mit mehr als 20 Tochtergesellschaften in Europa, Asien und Amerika. Sie ist an der Schweizer Börse SIX Swiss Exchange kotiert.

## Tätigkeitsgebiet
Straumann ist durch die Übernahme von etkon, einem Unternehmen im Bereich CAD/CAM-gestützter Zahnprothetik, in den Markt des restaurativen Zahnersatzes eingetreten. Dadurch kann Straumann chirurgische, restaurative und regenerative Lösungen anbieten, die von Knochenaufbau und Geweberegeneration über Zahnimplantate und Prothetik bis hin zu individualisierten Kronen und Brücken reichen.
In Zusammenarbeit mit Kliniken, Forschungsinstituten und Hochschulen erforscht und entwickelt das Unternehmen Implantate, Instrumente und Geweberegenerationsprodukte für Zahnersatzlösungen und zur Verhinderung von Zahnverlusten.
Darüber hinaus bietet Straumann auch Fortbildungen und Dienstleistungen für Dentalfachleute an, einschliesslich Schulungen und Fortbildungen, die in Zusammenarbeit mit dem Internationalen Team für Implantologie (ITI) durchgeführt werden.

Reinhard Straumann

Fritz Straumann

## Geschichte
Die Geschichte der Straumann-Gruppe gliedert sich in drei Abschnitte und umspannt mehr als ein halbes Jahrhundert. Sie begann 1938 im schweizerischen Waldenburg mit einem Forschungslaboratorium, welches durch dessen Gründer Reinhard Straumann 1954 in Institut Dr. Ing. Reinhard Straumann umbenannt wurde.

### 1954–1970
Zwischen 1954 und 1970 spezialisierte sich das Unternehmen auf Metalllegierungen für die Uhrenherstellung und Materialprüfung. Zu Straumanns bedeutenden Erfindungen dieser Jahre gehören Speziallegierungen, die heute noch in Uhrfedern verwendet werden (Nivarox). Ein Durchbruch in der Verwendung nichtkorrodierender Legierungen bei der Behandlung von Knochenbrüchen veranlasste Fritz Straumann, sich mit Orthopädie und Implantologie zu befassen, und leitete die zweite Phase der Firmengeschichte ein.
Die seit zwei Jahren bestehende «Schweizerische Arbeitsgemeinschaft für Osteosynthesefragen» suchte eine Firma, die in der Lage ist, Werkstoffe für Osteosynthese-Implantate zu liefern. Fritz Straumann, der Sohn des Firmengründers, nahm 1960 Kontakt auf.

### 1970–1990
Zwischen 1970 und 1990 wurde Straumann zum führenden Hersteller von Osteosynthese-Implantaten. Ein Management-Buy-out der Division Osteosynthese im Jahr 1990 führte zur Gründung der Firma Stratec (später Synthes). Dies war auch die Geburtsstunde des Unternehmens in seiner heutigen Form. Thomas Straumann, Enkel des Gründers, konzentrierte sich mit den verbleibenden 25 Personen ausschliesslich auf die Dentalimplantologie. Ursprünglich hatte Thomas Straumann vor, eine eigene Firma aufzubauen. Doch der frühe Tod seines Vaters bewog ihn, trotzdem in das Familienunternehmen einzusteigen. Die 1980er Jahre standen mit der Gründung von Niederlassungen in Deutschland (1980) und in den USA (1989) im Zeichen der geografischen Expansion.
Ab 1974 wurden die ersten Dentalimplantate im Institut Straumann entwickelt und an der Universität Bern klinisch getestet. Unter der Führung von Fritz Straumann, Waldenburg, und André Schroeder, Universität Bern, wurde 1980 das Internationale Team für Implantologie (ITI), gegründet. Straumann ging eine Partnerschaft mit dem ITI ein.
1992 übernahm Straumann die Firma Affentranger (gegründet 1892) im benachbarten Niederdorf, sie stellte mit 27 Angestellten Instrumente für Straumann her und gehörte zur schwedischen MG Instrument AB. Die Firma expandiert in den Folgejahren kontinuierlich.
Schon seit der Frühphase war den Firmenverantwortlichen die Fachkompetenz und die Ausbildung der Angestellten bewusst. «Ein Personaltransfer aus Konkurrenzunternehmen ist kaum möglich», heisst es im Geschäftsbericht 1997.

### 1998–2004
1998 wird die Straumann Holding AG zur Publikumsgesellschaft; ein Teil ihrer Aktien werden seitdem an der Schweizer Börse geführt. Damit wird das Firmenwachstum und die internationale Expansion finanziert. Im Jahr 2000 wird in Villeret, im Berner Jura, eine Produktionsstätte eröffnet. Für die Uhrenregion, die in den Jahren zuvor unter massiven Einbussen litt, war das Bekenntnis zum jurassischen Standort ein Segen. So zeigt sich anlässlich der Werkseröffnung in Villeret die Berner Wirtschaftsdirektorin Elisabeth Zölch hocherfreut. Im selben Jahr wird auch das Technologiezentrum in Waldenburg eröffnet. 2002 erwirbt Straumann die Kuros Therapeutics AG und steigt in den Bereich der Biomaterialien ein. 2003 akquiriert Straumann die schwedische Firma Biora, einen Pionier in der biologisch basierten Regeneration von Dentalgewebe. Das Hauptprodukt ist Emdogain® aus dem Bereich der oralen Geweberegeneration. In Basel bezieht die Straumann-Gruppe 2004 ihren neuen Firmensitz. Der Wegzug aus dem Baselbieter Waldenburgertal wurde von lokalen Politikern kritisiert, die Medien, die der Politik «Weinerlichkeit» vorwarf, hatten damit weniger Probleme. Der Standort beim Bahnhof erwies sich in der Folge für die auf Pendler angewiesene Firma als das einzig Richtige.

### Ab 2007
2007 erwarb Straumann die deutsche Firma Etkon, die im CADCAM-Bereich tätig ist (Computer Aided Design und Manufacturing). Ein Schritt in die digitalisierte Zahnmedizin. Zu optimistische Annahmen bezüglich des Wachstumstempos führten zu einem Abbau von 70 Stellen. Das Segment für hochwertige und hochpreisige Implantate („Premium-Segment“) schien immun gegen Konjunkturschwankungen zu sein. Doch die Finanzkrise von 2008 zeigte, dass das so nicht stimmte. Vermögen und Haushaltseinkommen schrumpften, Konsumenten achteten wieder mehr auf ihre Ausgaben (Nicht dringende Zahnbehandlungen wurden verschoben.) Das Wachstum der Nettoumsatz im Jahr 2009 nahm wieder ab. Trotz Wachstumsschwäche baute Straumann Kooperationen mit anderen digital orientierten Firmen weiter aus, so etwa mit der Firma IVS (computergesteuerte Chirurgie), mit Dental Wings, 3M ESPE, Basis für die erste offene CADCAM-Softwareplattform, und Createch.
Während der globalen Rezession holten die Hersteller von günstigeren Produkten und Kopien stark auf. 2012 erwarb Straumann eine 49%-Beteiligung an Neodent, Zahnimplantat-Marktführerin in Brasilien, mit rund 1600 Mitarbeitenden. Straumann stiess damit in den preisgünstigeren Bereich (Value-Segment) vor.

### Das schwierige Jahr 2012
Doch das Jahr 2012 war besonders schwierig. Zahnersatzlösungen mit Premium-Implantaten war eingebrochen, die Betriebsgewinnmarge wurde um fast 50 % reduziert. Marco Gadola, früherer Finanzchef der Firma, wurde als CEO wieder an Bord geholt. Im zweiten Quartal 2013 begann die Restrukturierung der Firma, 500 Stellen wurden abgebaut. Straumann erholt sich aber relativ rasch und gewann Marktanteile gegenüber anderen Premium-Anbietern. 2013 erwarb Straumann 51 Prozent der deutschen Firma Medentika (Implantatkomponenten und -verbindungen).
2015 kommt der nächste Schock: Die Nationalbank hebt die Wechselkursbindung an den Euro auf. Der Schweizerfranken wertet um 15 % auf, entsprechend steigen die relativen Arbeitskosten in der Schweiz, die ausländischen Erträge brechen ein. Doch die Firma ist gut unterwegs. Der Schritt in das „Value-Segment“ und die Akquisition von Neodent (sie wird 2015 ganz übernommen) lohnen sich. Es folgen Jahre des Erfolgs. 2017 macht Straumann über eine Milliarde CHF Umsatz. In diesem Jahr stösst US-Firma Clearcorrect, die transparente Zahnkorrektur-Hilfen aus Thermoplast herstellt, zur Gruppe. 1100 Mitarbeitende kommen neu in die Firma, hälftig durch Akquisitionen und durch organisches Wachstum. 2016 übernimmt Straumann 31 Prozent der französischen Firma Anthogyr, Entwicklerin von innovativen Implantat- und CADCAM-Lösungen.

### Die Covid-19-Delle
2018 und 2019 zeigt sich ein ähnliches Bild: Ein starkes Wachstum. Dieses hat sich in den vergangenen Jahren auf Brasilien, China, Russland und die Türkei verlagert. Ende 2019 zählt die Firma über 7000 Mitarbeiter. CEO Marco Gadola übergibt an seinen Nachfolger Guillaume Daniellot, der sogleich auf Probe gestellt wird: COVID-19. Praktisch alle Zahnarztpraxen haben, zumindest vorübergehend, dicht gemacht. Das Geschäft stand auf einen Schlag still. Straumann war jedoch auf hohes Wachstum ausgerichtet. Mitte Mai 2020 kündete die Firma einen Abbau von weltweit 660 Stellen an. Der Umsatz brach im ersten Halbjahr um 22 % ein, aber Mitte Jahr setzte eine Erholung ein.

### DrSmile
2020 übernimmt Straumann eine Mehrheitsbeteiligung am Alignerunternehmen DrSmile. Die Beteiligung wird in der Zahnärzteschaft scharf kritisiert, da DrSmile die Einhaltung von kieferorthopädischen Standards teilweise abgesprochen wird.

## Organisation

### Verwaltungsrat
- Petra Rumpf – Präsidentin des Verwaltungsrats[25]
- Marco Gadola – Vizepräsident
- Xiaoqun Clever-Steg
- Olivier Filiol
- Regula Wallimann – Vorsitz Audit & Risk Committee
- Thomas Straumann
- Stefan Meister[26]

### Geschäftsleitung
- Guillaume Daniellot – Chief Executive Officer
- Aurelio Sahagun – Head Sales North America
- Wolfgang Becker – Head Distributor & Emerging Markets EMEA
- Rahma Samow – Head Dental Service Organizations
- Yang Xu – Chief Financial Officer
- Holger Haderer – Head Implantology Business Unit
- Patrick Loh – Head Sales Asia/Pacific
- Alastair Robertson – Global People Management & Development
- Jason Forbes – Chief Cônsumer Officer
- Matthias Schupp – Head Sales Latin America, CEO Neodent
- Dirk Reznik – Head Digital Business
- Camila Finzi – Head Orthodontics Business Unit
- Sébastien Roche – Chief Operations Officer
- Christian Ullrich – Chief Information Officer[27]

## Produktion

Produktionsstätte Villeret

Osteosynthese

Cupped cylinder

Straumann ist ein Unternehmen, das chirurgische, restaurative und regenerative Lösungen anbietet, vom Knochen bis zur Krone. Die Produktpalette umfasst Implantate und Prothetikkomponenten (Sekundärteile), die das Implantat mit der sichtbaren Krone des Ersatzzahnes verbinden. Vervollständigt wird das Angebot durch passende Präzisionsinstrumente und Zusatzkomponenten.
Darüber hinaus bietet Straumann einen CAD/CAM-basierten Service zur Erstellung von Zahnersatzlösungen. Diese können von Einzelzahn-Inlays und -Kronen bis zu 14-gliedrigen Brücken in unterschiedlichen Materialien – darunter Hightech-Keramik – reichen.
Als Ergänzung zum dentalen Implantat- und Restaurationssystems stellt Straumann Produkte für die Regeneration oraler Gewebe her, entweder als Unterstützung von implantatbasierten Verfahren oder als Hilfsmittel zur Erhaltung von Zähnen im Rahmen einer Parodontalbehandlung.
Straumann produziert die Implantate und Instrumente in Villeret (Schweiz) und Andover (USA), die Produkte zur oralen Geweberegeneration in Malmö (Schweden). Die Produkte zur Zahnrestauration werden in Europa und den USA hergestellt.

### Villeret
Die wichtigsten Bestandteile des «Straumann®-Dental-Implant-Systems» werden im Straumann-Produktionswerk in Villeret in der Schweiz hergestellt. Pro Jahr werden mehr als 4,5 Millionen Teile gefertigt.
Der Produktionsstandort Villeret wurde im Jahr 2000 in Betrieb genommen. Das anhaltende weltweite Volumenwachstum machte eine Kapazitätserweiterung notwendig, so dass im Jahr 2005 eine zweite Produktionsfläche eingerichtet wurde. Seitdem sind zwei voneinander unabhängige Produktionslinien in Betrieb, wobei die eine chirurgische Produkte (Implantate) und die andere Sekundärteile für Implantatprothetik-Produkte herstellt. In Villeret befindet sich die Produktionslinie für SLActive, die Implantatoberflächen-Technologie der dritten Generation.

### Andover
In Andover, am nordamerikanischen Hauptsitz, befindet sich das erste Produktionswerk von Straumann ausserhalb der Schweiz, in dem Komponenten des Implantatsystems und Instrumente hergestellt werden.
Das 7.400 Quadratmeter grosse Produktionsareal wurde im Juni 2005 in Betrieb genommen. Es ergänzt das Produktionswerk in Villeret und ist fokussiert auf die Verarbeitung von Titan.

### Malmö
In der Produktionsstätte in Malmö werden die regenerativen Produkte hergestellt. Im Juni 2003 übernahm Straumann die schwedische Firma Biora, die auf die Herstellung von Emdogain®, einem Produkt auf Proteinbasis zur Geweberegeneration spezialisiert ist.

### Markkleeberg
Straumann übernahm 2007 das Unternehmen etkon. Das etkon-Fräscenter in Markkleeberg bei Leipzig produziert auf seinen vollautomatisierten Fertigungsstrassen individuelle Sekundärteile für die Implantatprothetik.

### Dentallabor Rheinfelden CH
Im Jahr 2017 stieg Straumann in die Dentalbranche ein. 2022 wurde diese vollständig übernommen. Somit hat die Implantatfirma ein weiteres etkon, das Zahnersatz anbietet.